# Stroești (okręg Ardżesz)
Stroești – wieś w Rumunii, w okręgu Ardżesz, w gminie Mușătești. W 2011 roku liczyła 1095 mieszkańców.